# Мерзифонлу Кара Мустафа-паша
Мерзифонлу́ Кара́ Мустафа́-паша́ (тур. Merzifonlu Kara Mustafa Paşa; 1634/1635 — 25 декабря 1683 года) — великий визирь Османской империи при султане Мехмеде IV.

## Биография
Кара Мустафа родился в Мерзифоне в турецкой семье, но впоследствии был усыновлён могущественным семейством Кёпрюлю. 
В молодые годы занимал должности бейлербея Силистры (1660–1661), Диярбекира (1661–1666), а также занимал должность командующего флотом. 
Кара Мустафа-паша участвовал в польско-турецкой войне, в том числе и в осаде Каменец-Подольского. По итогам Журавенского договора Османская империя получила Подолию. Участвовал в русско-турецкой войне 1672—1681 годов, под его командованием в августе 1678 года турки и крымские татары захватили Чигирин. Понеся большие потери во время осады и битв с осаждёнными, турки не решились идти на Киев и вернулись на Дунай.
После серии переменно успешных войн Кара-Мустафа с 200-тысячным османским войском в 1683 году осадил Вену. В осаждённый город было отправлено предложение о капитуляции, которое было отвергнуто. Осада Вены продолжалась в течение двух месяцев, в городе ощущалась нехватка продовольствия поскольку турки перерезали пути снабжения. 8 сентября 1683 года турки после приступа захватили три укрепления, но подошедшая объединённая армия под командованием Яна Собеского нанесла страшное поражение османской армии. Кара Мустафа-паша бежал в Янникале, а оттуда в Белград, где в декабре того же года был задушен шёлковым шнурком по повелению султана Мехмеда IV предводителем янычар.